# 領家
領家（りょうけ）は、日本の荘園制において、荘園を開発した開発領主（かいはつりょうしゅ）から寄進を受けた豪農の荘園領主である。中央の有力貴族、豪農、有力寺社等が荘園寄進を受けて領家となっていた。

## 概要
平安時代中葉の10世紀後期から11世紀の頃、地方の豪農である田堵（たと）による田地開発とその私有地化が活発化した。このような開発田地の所有者を開発領主というが、その土地所有は法的根拠に欠け、国衙に収公される可能性も高く、非常に不安定なものであった。そのため、開発領主の多くは、中央の有力貴族や有力寺社へ荘園を寄進することで、荘園の支配権・管理権を確保するようになった。このとき、寄進を受けた者が領家である。
当時、天皇の代替わりの際に「新政」として荘園整理令が出されたり、また、国衙が荘園を認めずに公領へ編入しようとすることが多く、領家の権威だけでは荘園の所有が維持できないケースも見られた。そこで、より権威のある皇族や摂関家へ領家から荘園寄進が行われることがあった。これらの最上位の荘園領主を本家（ほんけ）という。本家・領家のうち、荘園の実効支配権を持つ者を本所（ほんじょ）と呼んだ。本所が、荘園に係る権利・利益の一部を他の貴族へ付与し、その貴族を領家ということもあった。
領家は、開発領主を現地管理者として荘官に任命し、荘官を通じて、荘園からの収穫を年貢として徴収したり、荘園内の百姓（荘民）に労役を課したり（公事）して、自らの収入とした。本家がある場合は、その収入の一部を本家へ納入した。領家はほとんどの場合、中央に在していたため、現地で紛争が発生した時は、その対応を荘官へ任せたり、御使（おんし）という使者を派遣して対応させることが多かった。時代が下ると、荘官の武士化が始まり、鎌倉時代には荘官が幕府から地頭に任じられる例も見られた。